# 蒜山酪農農業協同組合
蒜山酪農農業協同組合（ひるぜんらくのうのうぎょうきょうどうくみあい）は、岡山県真庭市本拠を置く酪農専門の
農業協同組合（専門農協）である。「蒜山高原ジャージー4.2」の牛乳やその他の乳製品を生産・販売している。略称は蒜酪（ひるらく）。

## 概要
- 1956年（昭和31年）1月16日に八束村中福田の大宮座において、川上村(現・真庭市)と八束村(現・真庭市)の188戸の酪農家が集まり蒜山酪農農業協同組合の設立総会を開催し、全員一致で設立を可決した。同年9月に設立され、その年の組合員は166名であった。初代組合長には岡田正徳が就任した。
- 設立の背景として、1954年（昭和29年）に導入されたジャージー牛が1955年（昭和30年）度末には403頭となり、そのうち62%が蒜山盆地にある川上村と八束村で飼養されていたこと、ジャージー種牛の導入4ケ年計画と酪農地域形成に向け専門農協の必要性が望まれていたこと、岡山県においては1955年（昭和30年）までに16の酪農業協同組合が設立していたことによるものである[1]。

## 沿革
- 1953年（昭和28年）- 蒜山酪農振興計画樹立[2]
- 1954年（昭和29年）10月 - ジャージー牛94頭を導入[2]
- 1956年（昭和31年） 9月 - 蒜山酪農農業協同組合を設立[3]
- 1956年（昭和31年） - 牛乳処理工場建設(360L/日)[2]
- 1984年（昭和59年） - カマンベールチーズ製造開始[2]
- 1985年（昭和60年） - ヨーグルト・アイスクリーム製造開始[2]
- 1987年（昭和62年） - ジャージー牛が1,370 頭、ホルスタイン種1,566 頭となりジャージー牛が減少したことより、増頭のため組合収益を生産者に還元する再生産奨励金制度を設置[2]
- 1996年（平成 8年） - ひるぜんジャージーランド整備[2]
- 2004年（平成16年） 3月 - 牛乳処理新工場建設[2]
- 2006年（平成18年） 2月 - 平成17年度畜産大賞における地域畜産振興部門で日本一のジャージー牛産地の育成と6次産業化への取り組みで優秀賞を受賞 [4]
- 2006年（平成18年）12月 - 総合衛生管理製造過程(HACCP)の承認を取得[5]

## 拠点
- 本所 - 真庭市蒜山中福田958
- ひるぜんジャージーランド - 真庭市蒜山中福田956-222
- 牛乳工場 - 真庭市蒜山中福田956-222
- 乳製品工場 - 真庭市蒜山中福田956-222
- 育成牧場 - 真庭市蒜山中福田956-222

## 育成牧場
ジャージー牛の育成牧場は、上蒜山（標高1,200m）の裾野にあり、標高550～650m間に40haの敷地面積があり、このうち、牛が食べる牧草を栽培している草地は37ha。
- 団体用として、乳搾り・エサやり・アイスクリーム作り・牛乳工場見学のコースがある。